# Jorge Larena
Jorge Larena-Avellaneda Roig, conocido como Jorge (Las Palmas de Gran Canaria, provincia de Las Palmas, España, 29 de septiembre de 1981), es un exfutbolista español que jugaba de volante o mediapunta. Se retiró en el AEK Larnaca de la Primera División de Chipre en 2019 tras 20 temporadas de carrera profesional.

## Trayectoria

### Inicios en la UD Las Palmas
Jorge se formó como futbolista en la cadena de filiales de la UD Las Palmas. Siguió su progresión hasta jugar en el filial amarillo, Las Palmas Atlético (entonces Las Palmas "B"), equipo desde el que dio el salto definitivo hasta el primer equipo en la temporada 1999-00, de la mano del técnico croata Sergio Kresic, jugando un partido de Liga en Segunda División. Ese mismo año el equipo grancanario conseguiría el ascenso a Primera División.
Tras aterrizar en el primer equipo amarillo, y ya en Primera, en la temporada 2000/01 Jorge realizó una gran campaña, haciéndose con un puesto titular en aquel equipo, que conseguiría la permanencia de forma holgada en la categoría de oro del fútbol español.
El siguiente año no sería tan bueno, ya que aunque siguió con un puesto asegurado en la escuadra de Las Palmas de Gran Canaria, consiguiendo incluso realizar 7 tantos, al final de la temporada 2001-02 se consumaría el descenso a Segunda de la Unión Deportiva.

### Atlético de Madrid
Tras destacar en la UD Las Palmas y debido al descenso del equipo, en la temporada 2002-03 Jorge decidió irse traspasado al Atlético de Madrid, que acababa de recuperar su puesto en Primera bajo la disciplina de Luis Aragonés, tras dos años en Segunda División.
Durante su estadía en el club colchonero no gozó de continuidad. Aunque sí tuvo oportunidades de jugar, finalmente después de 3 años en el equipo rojiblanco decidió cambiar de aires.

### Celta de Vigo
En la temporada 2005/06 Jorge fichó por el Celta de Vigo, que acababa de ascender a Primera después de un año en Segunda División.
En el Celta Jorge fue de más a menos, disputando menos partidos en su segunda temporada en tierras gallegas que en la temporada de su llegada, no logrando conseguir un puesto indiscutible en el once titular. Además, en esa segunda temporada el Celta bajaría de nuevo a Segunda División, tras una campaña con muchos altibajos, y bajo la dirección del técnico contratado por la directiva como revulsivo para intentar conseguir la permanencia, Hristo Stoitchkov.
En su tercer año en el Celta, esta vez en Segunda, tuvo una alta participación en el equipo, aunque finalmente terminó en una decepcionante 16.ª posición, solo 2 puntos por encima del descenso a 2.ªB. Finalmente, debido en parte a la poca estabilidad económica del club vigués (finalmente se acogió a la Ley Concursal), y también debido a la llamada de su club de origen, la UD Las Palmas, Jorge acabó por marcharse del equipo celtiña.

### Vuelta a la UD Las Palmas
En verano de 2008, y después de 6 años jugando fuera de Gran Canaria, Jorge fichó por la UD Las Palmas por 3 años, empezando una nueva etapa en el club que lo había formado como futbolista.
En su primera temporada del regreso, la 2008/09, las cosas no fueron bien ni en lo colectivo ni en lo personal, ya que el equipo amarillo no pasó de luchar por la permanencia en Segunda hasta el último suspiro y, aunque fue titular indiscutible, no llegó a ofrecer el alto nivel que había dado en su primera etapa en la Unión Deportiva.
En la campaña siguiente tuvo menos participación en cuanto al número de partidos (aunque anotó dos tantos), rindiendo por debajo de lo esperado, al igual que el resto del equipo amarillo, que se desenvolvió con mucha irregularidad durante toda la temporada y luchó hasta la última jornada por no descender de categoría. En los comienzos de esta segunda temporada en su nueva etapa en el club cambió su dorsal habitual con el n.º 8 por el n.º 10.
Tras culminar su tercera temporada tras el regreso a Las Palmas, el 4 de junio de 2011 jugó su último partido de amarillo en el derbi canario contra el CD Tenerife, terminando su vinculación contractual con el club grancanario en el que se había formado como futbolista.

### SD Huesca y Recreativo de Huelva
La temporada 2011/12 estuvo sin equipo, entrenando con la Unión Deportiva Vecindario para mantener la forma. y haciendo diversas pruebas en equipos de Austria o Inglaterra, no formalizando fichaje alguno. Finalmente el 31 de enero de 2012 se incorpora al SD Huesca como refuerzo invernal del club aragonés.
En junio de 2013, tras acabar contrato con el Huesca se incorpora al Recreativo por las dos siguientes temporadas con opción a una tercera.

### AEK Larnaka
En agosto de 2014 rescinde el año que le quedaba de contrato con el Recreativo para marcharse al fútbol chipriota, fichando por el AEK Larnaca. En la temporada 2017-18 consiguió el primer título de su carrera al proclamarse campeón de la copa de Chipre.

## Clubes y estadísticas
Actualizado el 17 de mayo de 2018.
| Club                       | País   | Año       | División         | Part. | Goles |
| -------------------------- | ------ | --------- | ---------------- | ----- | ----- |
| Las Palmas Atlético        | España | 1997-1998 | Tercera División | -     | -     |
| Las Palmas Atlético        | España | 1998-1999 | Tercera División | -     | -     |
| Unión Deportiva Las Palmas | España | 1999-2000 | Segunda División | 1     | 0     |
| Unión Deportiva Las Palmas | España | 2000-2001 | Primera División | 32    | 2     |
| Unión Deportiva Las Palmas | España | 2001-2002 | Primera División | 36    | 7     |
| Atlético de Madrid         | España | 2002-2003 | Primera División | 28    | 1     |
| Atlético de Madrid         | España | 2003-2004 | Primera División | 29    | 2     |
| Atlético de Madrid         | España | 2004-2005 | Primera División | 26    | 1     |
| Celta de Vigo              | España | 2005-2006 | Primera División | 26    | 2     |
| Celta de Vigo              | España | 2006-2007 | Primera División | 15    | 1     |
| Celta de Vigo              | España | 2007-2008 | Segunda División | 35    | 6     |
| Unión Deportiva Las Palmas | España | 2008-2009 | Segunda División | 39    | 0     |
| Unión Deportiva Las Palmas | España | 2009-2010 | Segunda División | 29    | 2     |
| Unión Deportiva Las Palmas | España | 2010-2011 | Segunda División | 13    | 2     |
| Unión Deportiva Las Palmas | España | 2010-2011 | Copa del Rey     | 1     | 1     |
| Sociedad Deportiva Huesca  | España | 2012-2013 | Segunda División | 37    | 0     |
| Recreativo de Huelva       | España | 2013-2014 | Segunda División | 29    | 1     |
| Recreativo de Huelva       | España | 2013-2014 | Copa del Rey     | 4     | 1     |
| AEK Larnaca                | Chipre | 2014-2015 | Primera División | 30    | 5     |
| AEK Larnaca                | Chipre | 2015-2016 | Primera División | 27    | 4     |
| AEK Larnaca                | Chipre | 2015-2016 | Liga Europa      | 2     | 0     |
| AEK Larnaca                | Chipre | 2016-2017 | Primera División | 32    | 5     |
| AEK Larnaca                | Chipre | 2016-2017 | Liga Europa      | 8     | 0     |
| AEK Larnaca                | Chipre | 2017-2018 | Primera División | 32    | 7     |
| AEK Larnaca                | Chipre | 2017-2018 | Liga Europa      | 8     | 1     |

## Palmarés
- Copa de Chipre: 2017-18